# Deuxième circonscription du Doubs
La deuxième circonscription du Doubs est l'une des cinq circonscriptions législatives françaises que compte le département du Doubs (25) situé en région Bourgogne-Franche-Comté.
Elle est actuellement représentée à l'Assemblée nationale par le député Les Écologistes Dominique Voynet.

## Description géographique et démographique

### De 1958 à 1986
Il n'y avait que trois circonscriptions dans le département.
La deuxième circonscription était composée de :
- Canton d'Audincourt
- Canton de Baume-les-Dames
- Canton de Clerval
- Canton de Hérimoncourt
- Canton de L'Isle-sur-le-Doubs
- Canton de Montbéliard
- Canton de Pont-de-Roide
- Canton de Rougemont
- Canton de Saint-Hippolyte

(Réf. Journal Officiel du 13-14 Octobre 1958)

### Depuis 1988
La deuxième circonscription du Doubs est délimitée par le découpage électoral de la loi n°86-1197 du 24 novembre 1986, elle regroupe les anciennes divisions administratives suivantes : 
- Canton de Besançon-Est
- Canton de Besançon-Nord-Est
- Canton de Besançon-Sud
- Canton de Marchaux
- Canton d'Ornans
- Canton de Roulans.

Pour les élections législatives de juin 2017, c'est cette composition qui fait référence, bien que le nombre et le périmètre des cantons aient changé depuis 2014.
D'après le recensement général de la population en 1999, réalisé par l'Institut national de la statistique et des études économiques (INSEE), la population totale de cette circonscription est estimée à 105622 habitants,.

## Historique des députations
| Législature | Début de mandat | Fin de mandat  | Député                       | Parti politique | Observations                                                                           |
| ----------- | --------------- | -------------- | ---------------------------- | --------------- | -------------------------------------------------------------------------------------- |
| IXe         | 23 juin 1988    | 1er avril 1993 | Michel Jacquemin             | UDF-CDS         |                                                                                        |
| Xe          | 2 avril 1993    | 21 avril 1997  | Michel Jacquemin,            | UDF-CDS,        | Mandat écourté à la suite d'une dissolution parlementaire décidée par Jacques Chirac.  |
| XIe         | 12 juin 1997    | 18 juin 2002   | Paulette Guinchard-Kunstler  | PS              |                                                                                        |
| XIIe        | 19 juin 2002    | 19 juin 2007   | Paulette Guinchard-Kunstler, | PS,             |                                                                                        |
| XIIIe       | 20 juin 2007    | 19 juin 2012   | Jacques Grosperrin           | UMP             |                                                                                        |
| XIVe        | 20 juin 2012    | 20 juin 2017   | Éric Alauzet                 | EELV            |                                                                                        |
| XVe         | 21 juin 2017    | 21 juin 2022   | Éric Alauzet                 | LREM            |                                                                                        |
| XVIe        | 22 juin 2022    | 9 juin 2024    | Éric Alauzet                 | LREM            | Mandat écourté à la suite d'une dissolution parlementaire décidée par Emmanuel Macron. |
| XVIIe       | 8 juillet 2024  | En cours       | Dominique Voynet             | LÉ              |                                                                                        |

## Historique des élections

### Élections de 1958
| Candidat       | Candidat           | Parti          | Premier tour | Premier tour | Second tour | Second tour |  |
| Candidat       | Candidat           | Parti          | Voix         | %            | Voix        | %           |  |
| -------------- | ------------------ | -------------- | ------------ | ------------ | ----------- | ----------- |  |
|                | Georges Becker élu | UNR            | 17 642       | 31,66        | 32 397      | 58,78       |  |
|                | Robert Goetz       | MRP            | 10 330       | 18,54        | Retrait     | Retrait     |  |
|                | Jacques Méry       | SFIO           | 10 239       | 18,38        | 13 505      | 24,51       |  |
|                | Louis Garnier      | PCF            | 9 242        | 16,59        | 9 209       | 16,71       |  |
|                | Ernest Lelache     | Radsoc         | 4 903        | 8,8          | Retrait     | Retrait     |  |
|                | Paul Fontaine      | Modérés        | 3 365        | 6,04         | Retrait     | Retrait     |  |
|                |                    |                |              |              |             |             |  |
| Inscrits       | Inscrits           | Inscrits       | 74 973       | 100,00       | 75 016      | 100,00      |  |
| Abstentions    | Abstentions        | Abstentions    | 18 309       | 24,42        | 18 702      | 24,93       |  |
| Votants        | Votants            | Votants        | 56 664       | 75,58        | 56 314      | 75,07       |  |
| Blancs et nuls | Blancs et nuls     | Blancs et nuls | 943          | 1,66         | 1 203       | 2,14        |  |
| Exprimés       | Exprimés           | Exprimés       | 55 721       | 98,34        | 55 111      | 97,86       |  |

Le suppléant de Georges Becker était Gustave Huguenin, ancien résistant .

### Élections de 1962
| Candidat       | Candidat                     | Parti          | Premier tour | Premier tour | Second tour | Second tour |  |
| Candidat       | Candidat                     | Parti          | Voix         | %            | Voix        | %           |  |
| -------------- | ---------------------------- | -------------- | ------------ | ------------ | ----------- | ----------- |  |
|                | Georges Becker sortant réélu | UNR-UDT        | 25 209       | 47,6         | 34 195      | 63,46       |  |
|                | Louis Garnier                | PCF            | 11 186       | 21,12        | 19 691      | 36,54       |  |
|                | André Boulloche              | SFIO           | 9 189        | 17,35        | Retrait     | Retrait     |  |
|                | Robert Goetz                 | MRP            | 5 451        | 10,29        | Retrait     | Retrait     |  |
|                | Pierre-Louis Vautherot       | CNIP           | 1 924        | 3,63         | Retrait     | Retrait     |  |
|                |                              |                |              |              |             |             |  |
| Inscrits       | Inscrits                     | Inscrits       | 80 175       | 100,00       | 80 172      | 100,00      |  |
| Abstentions    | Abstentions                  | Abstentions    | 26 001       | 32,43        | 23 397      | 29,18       |  |
| Votants        | Votants                      | Votants        | 54 174       | 67,57        | 56 775      | 70,82       |  |
| Blancs et nuls | Blancs et nuls               | Blancs et nuls | 1 215        | 2,24         | 2 889       | 5,09        |  |
| Exprimés       | Exprimés                     | Exprimés       | 52 959       | 97,76        | 53 886      | 94,91       |  |

Le suppléant de Georges Becker était Gustave Huguenin, employé.

### Élections de 1967
| Candidat       | Candidat               | Parti          | Premier tour | Premier tour | Second tour | Second tour |  |
| Candidat       | Candidat               | Parti          | Voix         | %            | Voix        | %           |  |
| -------------- | ---------------------- | -------------- | ------------ | ------------ | ----------- | ----------- |  |
|                | Georges Becker sortant | UD-Ve          | 27 771       | 40,24        | 29 212      | 42,24       |  |
|                | André Boulloche élu    | SFIO (FGDS)    | 23 496       | 34,05        | 39 941      | 57,76       |  |
|                | Serge Paganelli        | PCF            | 17 739       | 25,71        | Retrait     | Retrait     |  |
|                |                        |                |              |              |             |             |  |
| Inscrits       | Inscrits               | Inscrits       | 86 002       | 100,00       | 85 991      | 100,00      |  |
| Abstentions    | Abstentions            | Abstentions    | 15 671       | 18,22        | 15 818      | 18,39       |  |
| Votants        | Votants                | Votants        | 70 331       | 81,78        | 70 173      | 81,61       |  |
| Blancs et nuls | Blancs et nuls         | Blancs et nuls | 1 325        | 1,88         | 1 020       | 1,45        |  |
| Exprimés       | Exprimés               | Exprimés       | 69 006       | 98,12        | 69 153      | 98,55       |  |

Le suppléant d'André Boulloche était Marcel Domon, agent de maitrise à Audincourt.

### Élections de 1968
| Candidat       | Candidat                      | Parti          | Premier tour | Premier tour | Second tour | Second tour |  |
| Candidat       | Candidat                      | Parti          | Voix         | %            | Voix        | %           |  |
| -------------- | ----------------------------- | -------------- | ------------ | ------------ | ----------- | ----------- |  |
|                | Libero Cencig                 | UDR (URP)      | 29 911       | 42,74        | 32 285      | 46,52       |  |
|                | André Boulloche sortant réélu | SFIO (FGDS)    | 23 958       | 34,23        | 37 110      | 53,48       |  |
|                | Serge Paganelli               | PCF            | 12 704       | 18,15        | Retrait     | Retrait     |  |
|                | Georges Minazzi               | PSU            | 3 418        | 4,88         |             |             |  |
|                |                               |                |              |              |             |             |  |
| Inscrits       | Inscrits                      | Inscrits       | 86 300       | 100,00       | 86 299      | 100,00      |  |
| Abstentions    | Abstentions                   | Abstentions    | 15 349       | 17,79        | 16 188      | 18,76       |  |
| Votants        | Votants                       | Votants        | 70 951       | 82,21        | 70 111      | 81,24       |  |
| Blancs et nuls | Blancs et nuls                | Blancs et nuls | 960          | 1,35         | 716         | 1,02        |  |
| Exprimés       | Exprimés                      | Exprimés       | 69 991       | 98,65        | 69 395      | 98,98       |  |

Le suppléant d'André Boulloche était Marcel Domon.

### Élections de 1973
| Candidat       | Candidat                      | Parti          | Premier tour | Premier tour | Second tour | Second tour |  |
| Candidat       | Candidat                      | Parti          | Voix         | %            | Voix        | %           |  |
| -------------- | ----------------------------- | -------------- | ------------ | ------------ | ----------- | ----------- |  |
|                | André Boulloche sortant réélu | PS (UGSD)      | 29 401       | 40,12        | 45 188      | 60,76       |  |
|                | Jean-Pierre Renaud            | CDP (URP)      | 24 598       | 33,56        | 29 182      | 39,24       |  |
|                | Serge Paganelli               | PCF            | 14 016       | 19,12        | Retrait     | Retrait     |  |
|                | Georges Minazzi               | PSU            | 2 876        | 3,92         |             |             |  |
|                | Paul Le Blay                  | LO             | 2 397        | 3,27         |             |             |  |
|                |                               |                |              |              |             |             |  |
| Inscrits       | Inscrits                      | Inscrits       | 93 684       | 100,00       | 93 627      | 100,00      |  |
| Abstentions    | Abstentions                   | Abstentions    | 18 550       | 19,8         | 17 795      | 19,01       |  |
| Votants        | Votants                       | Votants        | 75 134       | 80,2         | 75 832      | 80,99       |  |
| Blancs et nuls | Blancs et nuls                | Blancs et nuls | 1 846        | 2,46         | 1 462       | 1,93        |  |
| Exprimés       | Exprimés                      | Exprimés       | 73 288       | 97,54        | 74 370      | 98,07       |  |

Le suppléant d'André Boulloche était Marcel Domon. Marcel Domon remplaça André Boulloche, décédé, du 17 mars au 2 avril 1978, mais ne siégea pas.

### Élections de 1978
| Candidat       | Candidat                      | Parti          | Premier tour | Premier tour | Second tour | Second tour |  |
| Candidat       | Candidat                      | Parti          | Voix         | %            | Voix        | %           |  |
| -------------- | ----------------------------- | -------------- | ------------ | ------------ | ----------- | ----------- |  |
|                | André Boulloche sortant réélu | PS             | 29 614       | 33,13        | 55 506      | 60,65       |  |
|                | Gérard Kuster                 | RPR            | 21 066       | 23,57        | 36 010      | 39,35       |  |
|                | Serge Paganelli               | PCF            | 19 191       | 21,47        | Retrait     | Retrait     |  |
|                | Alain Barrière                | UDF (PR)       | 11 722       | 13,11        |             |             |  |
|                | Georges Minazzi               | PSU (FA)       | 3 914        | 4,38         |             |             |  |
|                | Christian Driano              | LO             | 1 322        | 1,48         |             |             |  |
|                | Daniel Méthot                 | MDD            | 1 713        | 1,92         |             |             |  |
|                | Marie-Odile Marchandeau       | LCR            | 585          | 0,65         |             |             |  |
|                | Serge Quéron                  | UOPDP          | 259          | 0,29         |             |             |  |
|                |                               |                |              |              |             |             |  |
| Inscrits       | Inscrits                      | Inscrits       | 108 345      | 100,00       | 108 333     | 100,00      |  |
| Abstentions    | Abstentions                   | Abstentions    | 17 318       | 15,98        | 15 307      | 14,13       |  |
| Votants        | Votants                       | Votants        | 91 027       | 84,02        | 93 026      | 85,87       |  |
| Blancs et nuls | Blancs et nuls                | Blancs et nuls | 1 641        | 1,8          | 1 510       | 1,62        |  |
| Exprimés       | Exprimés                      | Exprimés       | 89 386       | 98,2         | 91 516      | 98,38       |  |

Le suppléant d'André Boulloche était Guy Bêche, technicien, maire adjoint de Montbéliard.
Décédé entre les deux tours, André Boulloche fut remplacé dès le début de la législature par Guy Bêche.

### Élections de 1981
| Candidat       | Candidat                | Parti          | Premier tour | Premier tour | Second tour | Second tour |  |
| Candidat       | Candidat                | Parti          | Voix         | %            | Voix        | %           |  |
| -------------- | ----------------------- | -------------- | ------------ | ------------ | ----------- | ----------- |  |
|                | Guy Bêche sortant réélu | PS             | 37 196       | 49,47        | 53 383      | 65,21       |  |
|                | Jean Rosselot           | RPR (UNM)      | 24 420       | 32,48        | 28 480      | 34,79       |  |
|                | Serge Paganelli         | PCF            | 10 665       | 14,19        |             |             |  |
|                | Georges Minazzi         | PSU            | 1 769        | 2,35         |             |             |  |
|                | Christian Driano        | LO             | 894          | 1,19         |             |             |  |
|                | Jean-Claude Mamet       | LCR            | 237          | 0,32         |             |             |  |
|                | Claude Pardonnet        | CCA            | 2            | 0            |             |             |  |
|                |                         |                |              |              |             |             |  |
| Inscrits       | Inscrits                | Inscrits       | 113 891      | 100,00       | 113 919     | 100,00      |  |
| Abstentions    | Abstentions             | Abstentions    | 37 492       | 32,92        | 30 674      | 26,93       |  |
| Votants        | Votants                 | Votants        | 76 399       | 67,08        | 83 245      | 73,07       |  |
| Blancs et nuls | Blancs et nuls          | Blancs et nuls | 1 216        | 1,59         | 1 382       | 1,66        |  |
| Exprimés       | Exprimés                | Exprimés       | 75 183       | 98,41        | 81 863      | 98,34       |  |

Le suppléant de Guy Bêche était Jean-Louis Desroches, animateur socioculturel, maire d'Hérimoncourt.

### Élections de 1988
| Candidat       | Candidat                       | Parti                      | Premier tour | Premier tour | Second tour | Second tour |  |
| Candidat       | Candidat                       | Parti                      | Voix         | %            | Voix        | %           |  |
| -------------- | ------------------------------ | -------------------------- | ------------ | ------------ | ----------- | ----------- |  |
|                | Michel Jacquemin sortant réélu | UDF (CDS) (URC)            | 17 241       | 42,35        | 23 388      | 50,53       |  |
|                | Michel Mercadié                | Divers gauche (Maj. prés.) | 15 925       | 39,12        | 22 899      | 49,47       |  |
|                | Just Schevènement              | FN                         | 3 921        | 9,63         |             |             |  |
|                | Bernard Régnier                | Extrême gauche             | 1 803        | 4,43         |             |             |  |
|                | Jacques Reigney                | PCF                        | 1 551        | 3,81         |             |             |  |
|                | Denis Gousset                  | Divers droite              | 269          | 0,66         |             |             |  |
|                | Jean-Michel Ligier             | PS                         | 2            | 0            |             |             |  |
|                |                                |                            |              |              |             |             |  |
| Inscrits       | Inscrits                       | Inscrits                   | 63 306       | 100,00       | 63 281      | 100,00      |  |
| Abstentions    | Abstentions                    | Abstentions                | 21 792       | 34,42        | 16 042      | 25,35       |  |
| Votants        | Votants                        | Votants                    | 41 514       | 65,58        | 47 239      | 74,65       |  |
| Blancs et nuls | Blancs et nuls                 | Blancs et nuls             | 802          | 1,93         | 952         | 2,02        |  |
| Exprimés       | Exprimés                       | Exprimés                   | 40 712       | 98,07        | 46 287      | 97,98       |  |

Le suppléant de Michel Jacquemin était Georges Mailley, maire de Roulans.
Jean-Michel Ligier avait retiré sa candidature.

### Élections de 1993
| Candidat       | Candidat                       | Parti             | Premier tour | Premier tour | Second tour | Second tour |  |
| Candidat       | Candidat                       | Parti             | Voix         | %            | Voix        | %           |  |
| -------------- | ------------------------------ | ----------------- | ------------ | ------------ | ----------- | ----------- |  |
|                | Michel Jacquemin sortant réélu | UDF (CDS)         | 18 695       | 43,44        | 25 174      | 57,1        |  |
|                | Jean-Louis Fousseret           | PS (ADFP)         | 9 107        | 21,16        | 18 912      | 42,9        |  |
|                | Raymond Bellaud                | FN                | 5 307        | 12,33        |             |             |  |
|                | Jean-Philippe Gallat           | GÉ (EÉ)           | 3 443        | 8            |             |             |  |
|                | Evelyne Ternant                | PCF               | 1 622        | 3,77         |             |             |  |
|                | Patrick Pierlot                | SÉGA              | 1 320        | 3,07         |             |             |  |
|                | Marie-France Roche             | LO                | 909          | 2,11         |             |             |  |
|                | Patrick Bouden                 | LT-LNÉ            | 900          | 2,09         |             |             |  |
|                | André Nachin                   | Divers écologiste | 897          | 2,08         |             |             |  |
|                | Jean-Claude Joyeux             | Divers droite     | 841          | 1,95         |             |             |  |
|                |                                |                   |              |              |             |             |  |
| Inscrits       | Inscrits                       | Inscrits          | 65 245       | 100,00       | 65 216      | 100,00      |  |
| Abstentions    | Abstentions                    | Abstentions       | 19 435       | 29,79        | 17 789      | 27,28       |  |
| Votants        | Votants                        | Votants           | 45 810       | 70,21        | 47 427      | 72,72       |  |
| Blancs et nuls | Blancs et nuls                 | Blancs et nuls    | 2 769        | 6,04         | 3 341       | 7,04        |  |
| Exprimés       | Exprimés                       | Exprimés          | 43 041       | 93,96        | 44 086      | 92,96       |  |

Le suppléant de Michel Jacquemin était Denis Juif, maire de Gonsans.

### Élections de 1997
| Candidat       | Candidat                         | Parti          | Premier tour | Premier tour | Second tour | Second tour |  |
| Candidat       | Candidat                         | Parti          | Voix         | %            | Voix        | %           |  |
| -------------- | -------------------------------- | -------------- | ------------ | ------------ | ----------- | ----------- |  |
|                | Paulette Guinchard-Kunstler élue | PS             | 12 199       | 27,95        | 24 573      | 51,78       |  |
|                | Michel Jacquemin sortant         | UDF (FD)       | 12 170       | 27,89        | 22 883      | 48,22       |  |
|                | Sophie Montel                    | FN             | 7 003        | 16,05        |             |             |  |
|                | Evelyne Ternant                  | PCF            | 2 301        | 5,27         |             |             |  |
|                | Éric Alauzet                     | Les Verts      | 2 242        | 5,14         |             |             |  |
|                | Marie-France Roche               | LO             | 1 420        | 3,25         |             |             |  |
|                | Jean-Claude Chomette             | Divers droite  | 1 287        | 2,95         |             |             |  |
|                | Jean-Pierre Joly                 | MPF (LDI)      | 1 275        | 2,92         |             |             |  |
|                | Sylvette Meyer                   | SÉGA           | 966          | 2,21         |             |             |  |
|                | Christophe Pomez                 | Divers         | 938          | 2,15         |             |             |  |
|                | Michel Helvas                    | MDR            | 927          | 2,12         |             |             |  |
|                | Serge Grass                      | MÉI            | 912          | 2,09         |             |             |  |
|                | Jean-Marc Le Garrec              | Divers         | 0            | 0            |             |             |  |
|                |                                  |                |              |              |             |             |  |
| Inscrits       | Inscrits                         | Inscrits       | 66 539       | 100,00       | 66 538      | 100,00      |  |
| Abstentions    | Abstentions                      | Abstentions    | 20 432       | 30,71        | 16 058      | 24,13       |  |
| Votants        | Votants                          | Votants        | 46 107       | 69,29        | 50 480      | 75,87       |  |
| Blancs et nuls | Blancs et nuls                   | Blancs et nuls | 2 467        | 5,35         | 3 024       | 5,99        |  |
| Exprimés       | Exprimés                         | Exprimés       | 43 640       | 94,65        | 47 456      | 94,01       |  |

Le suppléant de Paulette Guinchard-Kunstler était Michel Bourgeois, professeur d'histoire retraité, conseiller général du canton de Marchaux, de Devecey. Michel Bourgeois remplaça Paulette Guinchard-Kunstler, nommée membre du gouvernement, du 28 avril 2001 au 18 juin 2002.

### Élections de 2002
| Candidat       | Candidat                                    | Parti             | Premier tour | Premier tour | Second tour | Second tour |  |
| Candidat       | Candidat                                    | Parti             | Voix         | %            | Voix        | %           |  |
| -------------- | ------------------------------------------- | ----------------- | ------------ | ------------ | ----------- | ----------- |  |
|                | Paulette Guinchard-Kunstler sortante réélue | PS                | 18 290       | 38,86        | 23 414      | 52,56       |  |
|                | Jean-Claude Duverget                        | UMP               | 17 085       | 36,3         | 21 132      | 47,44       |  |
|                | Jean-Luc Bart                               | FN                | 4 812        | 10,23        |             |             |  |
|                | Éric Durand                                 | Les Verts         | 1 331        | 2,83         |             |             |  |
|                | Jean-Claude Chomette                        | RPF               | 1 314        | 2,79         |             |             |  |
|                | Evelyne Ternant                             | PCF               | 671          | 1,43         |             |             |  |
|                | Georges Ubbiali                             | LCR               | 629          | 1,34         |             |             |  |
|                | Pierre Henry                                | Pôle républicain  | 584          | 1,24         |             |             |  |
|                | Alexandra Vonin                             | CPNT              | 525          | 1,12         |             |             |  |
|                | Jean-Pierre Joly                            | MPF               | 424          | 0,9          |             |             |  |
|                | Marie-France Roche                          | LO                | 420          | 0,89         |             |             |  |
|                | Serge Grass                                 | MÉI               | 359          | 0,76         |             |             |  |
|                | Jean-Philippe Allenbach                     | Divers            | 292          | 0,62         |             |             |  |
|                | Jeannine Radet                              | MNR               | 222          | 0,47         |             |             |  |
|                | Moïse Compper                               | Divers écologiste | 103          | 0,22         |             |             |  |
|                |                                             |                   |              |              |             |             |  |
| Inscrits       | Inscrits                                    | Inscrits          | 69 931       | 100,00       | 69 731      | 100,00      |  |
| Abstentions    | Abstentions                                 | Abstentions       | 21 968       | 31,41        | 23 886      | 34,25       |  |
| Votants        | Votants                                     | Votants           | 47 963       | 68,59        | 45 845      | 65,75       |  |
| Blancs et nuls | Blancs et nuls                              | Blancs et nuls    | 902          | 1,88         | 1 299       | 2,83        |  |
| Exprimés       | Exprimés                                    | Exprimés          | 47 061       | 98,12        | 44 546      | 97,17       |  |

Le suppléant de Paulette Guinchard-Kunstler était Michel Bourgeois.

### Élections de 2007
| Candidat       | Candidat               | Parti             | Premier tour | Premier tour | Second tour | Second tour |  |
| Candidat       | Candidat               | Parti             | Voix         | %            | Voix        | %           |  |
| -------------- | ---------------------- | ----------------- | ------------ | ------------ | ----------- | ----------- |  |
|                | Jacques Grosperrin élu | UMP               | 21 057       | 45,27        | 24 416      | 52,68       |  |
|                | Marie-Guite Dufay      | PS                | 13 549       | 29,13        | 21 934      | 47,32       |  |
|                | Odile Faivre-Petitjean | UDF–MoDem         | 3 279        | 7,05         |             |             |  |
|                | Sylvie Delorme         | Les Verts         | 2 037        | 4,38         |             |             |  |
|                | Josiane Oget           | FN                | 1 725        | 3,71         |             |             |  |
|                | Annie Ménétrier        | PCF               | 1 177        | 2,53         |             |             |  |
|                | François Portal        | LCR               | 1 167        | 2,51         |             |             |  |
|                | Jean-Pierre Joly       | MPF               | 699          | 1,5          |             |             |  |
|                | Bruno Patois           | MÉI               | 436          | 0,94         |             |             |  |
|                | Jean-Claude Braillard  | CPNT              | 343          | 0,74         |             |             |  |
|                | Brigitte Vuitton       | LO                | 323          | 0,69         |             |             |  |
|                | Catherine Jallon       | Divers            | 299          | 0,64         |             |             |  |
|                | Gérard Schoenberg      | PT                | 265          | 0,57         |             |             |  |
|                | Patrick Thielley       | Divers écologiste | 158          | 0,34         |             |             |  |
|                |                        |                   |              |              |             |             |  |
| Inscrits       | Inscrits               | Inscrits          | 75 388       | 100,00       | 75 379      | 100,00      |  |
| Abstentions    | Abstentions            | Abstentions       | 28 245       | 37,47        | 27 727      | 36,78       |  |
| Votants        | Votants                | Votants           | 47 143       | 62,53        | 47 652      | 63,22       |  |
| Blancs et nuls | Blancs et nuls         | Blancs et nuls    | 629          | 1,33         | 1 302       | 2,73        |  |
| Exprimés       | Exprimés               | Exprimés          | 46 514       | 98,67        | 46 350      | 97,27       |  |

Le suppléant de Jacques Grosperrin était Jean-François Longeot, maire UDF d'Ornans.

### Élections de 2012
| Candidat       | Candidat                   | Parti                    | Premier tour | Premier tour | Second tour | Second tour |  |
| Candidat       | Candidat                   | Parti                    | Voix         | %            | Voix        | %           |  |
| -------------- | -------------------------- | ------------------------ | ------------ | ------------ | ----------- | ----------- |  |
|                | Jacques Grosperrin sortant | UMP                      | 17 179       | 36,84        | 23 124      | 49,88       |  |
|                | Éric Alauzet élu           | EÉLV (PS)                | 17 153       | 36,78        | 23 232      | 50,12       |  |
|                | Valérie Moreto             | RBM (FN)                 | 5 114        | 10,97        |             |             |  |
|                | Annie Ménétrier            | FG (PCF) (Divers gauche) | 3 709        | 7,95         |             |             |  |
|                | Benoît Vuillemin           | Divers droite            | 925          | 1,98         |             |             |  |
|                | Philippe Gonon             | CpF (MoDem)              | 830          | 1,78         |             |             |  |
|                | Elisabeth Gladstone        | AÉI                      | 514          | 1,10         |             |             |  |
|                | Jean-Claude Chomette       | DLR                      | 374          | 0,80         |             |             |  |
|                | Julien Marcout             | NPA                      | 311          | 0,67         |             |             |  |
|                | Brigitte Vuitton           | LO                       | 195          | 0,42         |             |             |  |
|                | Johanna Clerc              | S&P                      | 177          | 0,38         |             |             |  |
|                | Jean-Pierre Joly           | MPF                      | 152          | 0,33         |             |             |  |
|                |                            |                          |              |              |             |             |  |
| Inscrits       | Inscrits                   | Inscrits                 | 76 302       | 100,00       | 76 305      | 100,00      |  |
| Abstentions    | Abstentions                | Abstentions              | 28 978       | 37,98        | 28 588      | 37,47       |  |
| Votants        | Votants                    | Votants                  | 47 324       | 62,02        | 47 717      | 62,53       |  |
| Blancs et nuls | Blancs et nuls             | Blancs et nuls           | 691          | 1,46         | 1 361       | 2,85        |  |
| Exprimés       | Exprimés                   | Exprimés                 | 46 633       | 98,54        | 46 356      | 97,15       |  |

### Élections de 2017
Le député sortant Éric Alauzet est réélu sous l'étiquette Majorité présidentielle (sans le soutien officiel de LREM qui n'a toutefois pas présentée de candidat face à lui).
|                                                                       | |                           |                           |                          |                          |
|                                                                       | | Premier tour 11 juin 2017 | Premier tour 11 juin 2017 | Second tour 18 juin 2017 | Second tour 18 juin 2017 |
|                                                                       | |                           |                           |                          |                          |
|                                                                       | | Nombre                    | % des inscrits            | Nombre                   | % des inscrits           |
| Inscrits                                                              | Inscrits                                                                                             | 78 378                    | 100,00                    | 78 394                   | 100,00                   |
| Abstentions                                                           | Abstentions                                                                                          | 37 552                    | 47,91                     | 43 335                   | 55,28                    |
| Votants                                                               | Votants                                                                                              | 40 826                    | 52,09                     | 35 059                   | 44,72                    |
|                                                                       | |                           | % des votants             |                          | % des votants            |
| Bulletins blancs                                                      | Bulletins blancs                                                                                     | 680                       | 1,67                      | 2 448                    | 6,98                     |
| Bulletins nuls                                                        | Bulletins nuls                                                                                       | 327                       | 0,80                      | 979                      | 2,79                     |
| Suffrages exprimés                                                    | Suffrages exprimés                                                                                   | 39 819                    | 97,53                     | 31 632                   | 90,23                    |
|                                                                       | |                           |                           |                          |                          |
| Candidat Étiquette politique (partis et alliances)                    | Candidat Étiquette politique (partis et alliances)                                                   | Voix                      | % des exprimés            | Voix                     | % des exprimés           |
|                                                                       | |                           |                           |                          |                          |
|                                                                       | Éric Alauzet (député sortant) Europe Écologie Les Verts diss. (Majorité présidentielle)              | 16 894                    | 42,43                     | 19 672                   | 62,19                    |
|                                                                       | Ludovic Fagaut Les Républicains (Union des démocrates et indépendants)                               | 8 353                     | 20,98                     | 11 960                   | 37,81                    |
|                                                                       | Claire Arnoux La France insoumise                                                                    | 4 950                     | 12,43                     |                          |                          |
|                                                                       | Julien Acard Front national                                                                          | 4 509                     | 11,32                     |                          |                          |
|                                                                       | Christophe Lime Parti communiste français                                                            | 2 725                     | 6,84                      |                          |                          |
|                                                                       | Alain François Mouvement écologiste indépendant (Confédération pour l'homme, l'animal et la planète) | 737                       | 1,85                      |                          |                          |
|                                                                       | Jean-Claude Chomette Debout la France                                                                | 653                       | 1,64                      |                          |                          |
|                                                                       | Nadine de Maio Parti animaliste                                                                      | 334                       | 0,84                      |                          |                          |
|                                                                       | Christine Latournerie Union populaire républicaine                                                   | 292                       | 0,73                      |                          |                          |
|                                                                       | Fabrice Delcambre Lutte ouvrière                                                                     | 241                       | 0,61                      |                          |                          |
|                                                                       | José Da Cruz Résistons                                                                               | 131                       | 0,33                      |                          |                          |
| Source : Ministère de l'Intérieur - Deuxième circonscription du Doubs | |                           |                           |                          |                          |

La suppléante d'Eric Alauzet était Michèle de Wilde, chef d'entreprise à Roche-lez-Beaupré.

### Élections de 2022
Les élections législatives françaises de 2022 se déroulent les dimanches 12 et 19 juin 2022.
|                                                    |                                                                  |                           |                           |                          |                          |
|                                                    |                                                                  | Premier tour 12 juin 2022 | Premier tour 12 juin 2022 | Second tour 19 juin 2022 | Second tour 19 juin 2022 |
|                                                    |                                                                  |                           |                           |                          |                          |
|                                                    |                                                                  | Nombre                    | % des inscrits            | Nombre                   | % des inscrits           |
| Inscrits                                           | Inscrits                                                         | 79 162                    | 100                       | 79 175                   | 100                      |
| Abstentions                                        | Abstentions                                                      | 37 688                    | 47,61                     | 38 775                   | 48,97                    |
| Votants                                            | Votants                                                          | 41 474                    | 52,39                     | 40 400                   | 51,03                    |
|                                                    |                                                                  |                           | % des votants             |                          | % des votants            |
| Bulletins blancs                                   | Bulletins blancs                                                 | 819                       | 1,97                      | 2 464                    | 6,10                     |
| Bulletins nuls                                     | Bulletins nuls                                                   | 328                       | 0,79                      | 1 087                    | 2,69                     |
| Suffrages exprimés                                 | Suffrages exprimés                                               | 40 327                    | 97,23                     | 36 849                   | 91,21                    |
|                                                    |                                                                  |                           |                           |                          |                          |
| Candidat Étiquette politique (partis et alliances) | Candidat Étiquette politique (partis et alliances)               | Voix                      | % des exprimés            | Voix                     | % des exprimés           |
|                                                    |                                                                  |                           |                           |                          |                          |
|                                                    | Stéphane Ravacley Nouvelle Union populaire écologique et sociale | 13 112                    | 32,51                     | 17 594                   | 47,75                    |
|                                                    | Éric Alauzet Ensemble                                            | 12 647                    | 31,36                     | 19 255                   | 52,25                    |
|                                                    | Éric Fusis Rassemblement national                                | 7 055                     | 17,49                     |                          |                          |
|                                                    | Chafia Kaoulal Les Républicains                                  | 4 354                     | 10,80                     |                          |                          |
|                                                    | Barbara Carrau Reconquête                                        | 1 472                     | 3,65                      |                          |                          |
|                                                    | Brigitte Vuitton Extrême gauche                                  | 779                       | 1,93                      |                          |                          |
|                                                    | Jim Prenel Droite souverainiste                                  | 692                       | 1,72                      |                          |                          |
|                                                    | Geoffrey Thomassin Divers                                        | 216                       | 0,54                      |                          |                          |
|                                                    | Claudine Meyer Régionalistes                                     | 0                         | 0,00                      |                          |                          |

La suppléante d'Eric Alauzet était Michèle de Wilde.

### Élections de 2024
Le député sortant Eric Alauzet a décidé de ne pas se représenter.
| Candidat                 | Candidat                 | Parti et coalition       | Nuance                   | Premier tour | Premier tour | Second tour | Second tour |
| Candidat                 | Candidat                 | Parti et coalition       | Nuance                   | Voix         | %            | Voix        | %           |
| ------------------------ | ------------------------ | ------------------------ | ------------------------ | ------------ | ------------ | ----------- | ----------- |
|                          | Dominique Voynet         | LÉ (NFP)                 | UG                       | 19 160       | 34,16        | 31 053      | 59,95       |
|                          | Éric Fusis               | RN                       | RN                       | 16 895       | 30,12        | 20 749      | 40,05       |
|                          | Benoît Vuillemin         | RE (ENS)                 | ENS                      | 15 026       | 26,79        | Retrait     | Retrait     |
|                          | Daniel Roy               | LR (UDC)                 | LR                       | 4 215        | 7,52         |             |             |
|                          | Brigitte Vuitton         | LO                       | EXG                      | 788          | 1,41         |             |             |
|                          |                          |                          |                          |              |              |             |             |
| Votes valides            | Votes valides            | Votes valides            | Votes valides            | 56 084       | 97,79        | 51 802      | 90,19       |
| Votes blancs             | Votes blancs             | Votes blancs             | Votes blancs             | 858          | 1,50         | 4 253       | 7,40        |
| Votes nuls               | Votes nuls               | Votes nuls               | Votes nuls               | 408          | 0,71         | 1 380       | 2,40        |
| Total                    | Total                    | Total                    | Total                    | 57 350       | 100          | 57 435      | 100         |
| Abstention               | Abstention               | Abstention               | Abstention               | 21 525       | 27,29        | 21 459      | 27,20       |
| Inscrits / participation | Inscrits / participation | Inscrits / participation | Inscrits / participation | 78 875       | 72,71        | 78 894      | 72,80       |

Le suppléant de Dominique Voynet est Anthony Poulin, adjoint à la Maire de Besançon en charge des finances, salarié d’une structure économique agissant dans le domaine de la transition écologique et chargé d'enseignement en finances publiques à l'Université de Franche-Comté.

#### Département du Doubs
- La fiche de l'INSEE de cette circonscription : « Tableaux et Analyses de la deuxième circonscription du Doubs », sur insee.fr, site de l'Institut national de la statistique et des études économiques (consulté le 10 juin 2007) [PDF]

- « Tous les députés du département du Doubs depuis 1789 », sur assemblee-nationale.fr, site de l'Assemblée nationale française (consulté le 10 juin 2007)

- « Informations contentieuses sur le département du Doubs (Élections législatives de 2002) »(Archive.org • Wikiwix • Archive.is • Google • Que faire ?), sur conseil-constitutionnel.fr, site du Conseil constitutionnel (consulté le 13 juin 2007)

#### Circonscriptions en France
- « Carte des circonscriptions législatives en France », sur assemblee-nationale.fr, site de l'Assemblée nationale française (consulté le 10 juin 2007)

- « Résultats électoraux officiels en France »(Archive.org • Wikiwix • Archive.is • Google • Que faire ?), sur interieur.gouv.fr, site du ministère de l'Intérieur (France) (consulté le 13 juin 2007)

- Description et Atlas des circonscriptions électorales de France sur http://www.atlaspol.com, Atlaspol, site de cartographie géopolitique, consulté le 13 juin 2007.